# Королёв, Евгений Евгеньевич
Евге́ний Евге́ньевич Королёв (род. 14 февраля 1988, Москва, СССР) — бывший российский и казахстанский теннисист, финалист одного турнира ATP в одиночном разряде. Высшая позиция в одиночном рейтинге — 46 (февраль 2010 года). Завершил карьеру в 2017 году.

## Общая информация
Королёв — двоюродный брат Анны Курниковой, их матери — родные сёстры.
Знает три языка: английский (начал изучать его в возрасте 7 лет), немецкий, русский.
В январе 2010 года Королёв начал выступать под казахстанским флагом. На момент перехода под казахстанский флаг Королёв занимал 53-ю позицию в мировом рейтинге и являлся 4-й ракеткой России. Ранее за Казахстан начали выступать бывшие россияне Андрей Голубев, Михаил Кукушкин, Юрий Щукин, Ярослава Шведова, Галина Воскобоева.

## Спортивная карьера
Начал заниматься теннисом в возрасте 4 лет в «Лужниках», а в 6 лет попал на знаменитые корты Москвы на Ширяевом поле в группу Ларисы Преображенской. В возрасте 10 лет вместе с семьёй переехал в Германию, где тренировался под руководством своего отца Евгения и старшего брата Алексея. Первые очки в профессиональном Туре заработал в 15 лет, играя на «челленджерах» в Германии. Среди своих любимых теннисистов Евгений называет Пита Сампраса, Андре Агасси, Стефана Эдберга.
Стал профессионалом в 2005 году.
На счету Евгения 5 побед на «челленджерах» (трижды Королёв побеждал в Ахене):
- 2005 — Ахен, Германия,
- 2006 — Дюссельдорф, Германия,
- 2007 — Ахен,
- 2008 — Ахен,
- 2009 — Щецин, Польша.

В марте 2009 года в американском Делрэй-Биче, пройдя квалификацию, впервые в карьере вышел в финал турнира АТП, но уступил там первому сеяному американцу Марди Фишу 5-7 3-6. Этот финал стал 100-м матчем Королёва на уровне АТП (47 побед — 53 поражения).
Имеет в своём активе победы над Николаем Давыденко, Карлосом Мойя, Джеймсом Блейком, Дмитрием Турсуновым, Станисласом Вавринка, Игорем Андреевым, Фернандо Гонсалесом, Робином Сёдерлингом, Гильермо Каньясом, Маратом Сафиным.

## Выступления на турнирах

### Финалы турниров в одиночном разряде

#### Финалы турниров ATP в одиночном разряде (1)

##### Поражения (1)
| Титулы                                  |
| --------------------------------------- |
| Турниры Большого Шлема (0)              |
| Кубок Мастерс / Финал Мирового тура (0) |
| ATP Masters 1000 (0)                    |
| ATP International Gold / ATP 500 (0)    |
| ATP International / ATP 250 (0)         |

| Титулы по покрытиям | Титулы по месту проведения матчей турнира |
| ------------------- | ----------------------------------------- |
| Хард (0)            | Зал (0)                                   |
| Грунт (0)           | Зал (0)                                   |
| Трава (0)           | Открытый воздух (0)                       |
| Ковёр (0)           | Открытый воздух (0)                       |

| №  | Дата         | Турнир          | Покрытие | Соперник в финале | Счёт    |
| 1. | 1 марта 2009 | Делрей-Бич, США | Хард     | Марди Фиш         | 5-7 3-6 |

## Интересные факты
- Королёв решил выступать под казахстанским флагом не позднее 10 января 2010 года, о чём Шамиль Тарпищев заявил в интервью спортивным изданиям[2]. 15 января 2010 года заместитель министра спорта, туризма и молодёжной политики РФ Г. П. Алёшин утвердил представленный Тарпищевым «Список кандидатов в спортивные сборные команды Российской Федерации по теннису на 2010 год», куда Королёв был включён в основной состав мужской сборной под № 6[4].